# Petronas Kamateros
Petronas Kamateros (en griego: Πετρωνᾶς Καματηρός, fl. años 830) fue un funcionario bizantino que sirvió bajo las órdenes del emperador Teófilo (r. 829 - 842) y el primer miembro documentado de la familia Kamateros. Aproximadamente en el año 833 o, según dataciones más recientes, en 839, tenía el grado de spatharokandidatos y fue enviado por Teófilo para supervisar la construcción de Sarkel, una ciudad fortificada que serviría como capital a los jázaros, que eran aliados de Bizancio. A su regreso, presuntamente Petronas aconsejó al emperador prestar más atención a Crimea y sus ciudades, donde el control bizantino era débil. En respuesta, Teófilo le ascendió a protospatario y lo nombró estratego de Quersoneso, fundando así el tema del mismo nombre. Es posible que también ocupara el cargo de logothetes tou genikou, según un sello encontrado en Quersoneso.